# ميسيكس والتدمير
«ميسيكس» والتدمير (بالإنجليزية: Meeseeks and Destroy) هي الحلقة الخامسة من الموسم الأول من ريك ومورتي. تم عرضه لأول مرة على أدلت سويم في 20 كانون الثاني 2014. الحلقة كتبها رايان ريدلي وأخرجها براين نيوتن. في الحلقة, يقدم ريك للعائلة حلاً لمشاكلهم, مما يتيح له الفرصة للذهاب في مغامرة بقيادة مورتي. لاقت الحلقة استحساناً, وشاهدها حوالي 1.6 مليون مشاهد عندما تم بثها لأول مرة على أدلت سويم.

## الحبكة
بعد مغامرة صادمة بشكل خاص, يضع مورتي رهاناً مع ريك ليقود مغامرته الخاصة. عندما يطلب باقي أفراد عائلة سميث من ريك حلولاً للعديد من المشاكل الدنيوية, أعطاهم صندوق ميسيكس, وهو أداة قادرة على استدعاء البشر الزرقاء المسماة «السيد ميسيكس». تعيش هذه المخلوقات في الألم حتى تنفذ الأمر الذي أعطيت لها, بمجرد اكتمالها تختفي. ريك يحذر العائلة من إبقاء مهامهم بسيطة.
يستدعي جيري فريق ميسيكس ويطلب منه مساعدته في إبعاد ضربتين من لعبته للجولف, ولكن على الرغم من التدريب, فإنه يكافح من أجل التحسين. نظراً لأن ميسيكس لا يمكن أن يموت حتى يكمل مهمته, فإنه يستدعي ميسيكس آخر للمساعدة. وسرعان ما أصبح جيري محاطاً بالعديد من ميسيكس اليائسين. يذهب جيري وبيث, في حالة من الغضب ، لتناول العشاء معاً على الرغم من احتجاجات ميسيكس. كل عائلة ميسيك تلوم بعضها البعض على مأزقها وتتقاتل من أجل الحل الصحيح, وخلصت إلى أن أملهم الوحيد هو التخلص من كل الضربات من لعبة جيري للجولف بقتله. ينزل حشد من ميسيكس المسلحين على المطعم ويأخذ رهائن لإكراه جيري على الخروج. كاد جيري يستسلم, لكن بيث تلهمه وتشجعه على تجربة أرجوحة الجولف مرة أخيرة. يستخدم جيري قطعة من الرفوف المقطوعة وطماطم لإظهار أن لعبته قد تحسن, ولم يعد ميسيكس المبتهج من الوجود.
يصل مورتي وريك إلى عالم خيالي من العصور الوسطى لبدء مغامرتهما. يتوقفون عند قرية فقيرة تطلب مساعدتهم لسرقة كنز عملاق من أجل جمع الأموال. يتسلق مورتي و ريك شجرة فاصولياء عملاقة إلى عالم العمالقة, لكن حادثاً يُقبض عليهما لقتلهما عملاقاً. تتم محاكمتهم في محكمة عملاقة ، ولكن تمت تبرئتهم من خلال تقني.
يتوقف الأبطال عند حانة لتناول مشروب, حيث يواجه مورتي ريك بسبب سلبيته قبل التوجه إلى الحمام. هناك, يلتقي بالسيد جيليبين, شخصية ودودة في البداية تحاول اغتصابه. يقاومه مورتي لكنه مهتز بشكل واضح. في غضون ذلك, بدأ ريك في الاستمتاع بنفسه, وربح مبلغاً كبيراً من المال من أوراق اللعب. مورتي يتوسل ريك للعودة إلى المنزل, ويعترف بخسارة الرهان. يرى ريك السيد جيليبين المضروب يغادر الحمام, وإدراكاً لما حدث, يرفع معنويات مورتي بإعطاء مكاسبه للقرويين الفقراء. يعلن القرويون عن أبطال ريك ومورتي ويطلبون منهم البقاء ومقابلة ملكهم: السيد جيليبين. يقنع مورتي ريك بسرعة بفتح بوابة للمغادرة, يقوم ريك بذلك, ثم يطلق النار من خلاله ويقتل جيليبين.
في مشهد ما بعد انتهاء الحلقة, عثر اثنان من القرويين على صور تجريم في صندوق تخزين الملك جيليبين, لكنهم أحرقوها للحفاظ على إرث الملك غير ملوث.

## التطوير
ادعى جستن رويلاند أن فكرة الحلقة حدثت عندما, كان محبطاً من التقدم في جلسة الكتابة, اقترح إدخال شخصية صريحة «أنا مستر ميسيكس, انظر إلي!» وتطور المفهوم من هناك.

## الاستقبال
زاك هاندلين من إيه. في. كلوب صنف الحلقة A- ، مقتبساً من أنها «[ربما كانت] أكثر نهايات العرض تفاؤلاً بغرابة حتى الآن». قييم ديفيد روا من ديد سكرين الحلقة 9.1 من أصل 10, مشيراً إلى قصتها الرائعة وإمكانية إعادة المشاهدة. قدمت جانكي مونكيز مراجعة مختلطة, قائلاً إنه على الرغم من أنها لم تكن أفضل حلقة في الموسم, إلا أنها كانت بعيدة كل البعد عن الأسوأ. أعطى Den of Geek الحلقة تصنيفاً 5/5, وقال المراجع جو مطر إن الحلقة كانت تحدياُ جيدة لمفهوم المغامرة.

## وصلات خارجية
- "ميسيكس" والتدمير على قاعدة بيانات الأفلام على الإنترنت

تصنيف:حلقات ريك ومورتي